# 科学技術創作文芸
科学技術創作文芸（かがくぎじゅつ そうさくぶんげい、과학기술 창작문예、科學技術創作文藝）は、2004年から2006年まで韓国の新聞社東亜日報社と韓国科学文化財団が主催した、科学技術に関する文芸作品のコンテストである。

## 概要
主催者および後援者の関係であいまいな名前が付けられているが、第1回のコンテストからパク・サンジュン（박상준）、コ・ジャンウォン（고장원）、ポク・コイル（ko）ら韓国国内のSF作家・評論家が予備選考・最終選考の委員を務め、良質なSF短編・中編を選出している。韓国ではめずらしいSF文学賞であった。

## 受賞作

### 第1回（2004年）
- 短編 : パク・ソンファン（ko）  <레디메이드 보살>
- 中編 : キム・ボヨン（ko）  <촉각의 경험>

### 第2回（2005年）
- 短編 : ペ・ミョンフン（ko）  <스마트D>
- 中編 : キム・チャンギュ（김창규）  <별상>

### 第3回（2006年）
- 短編 : チャン・ホジン（장호진）  <은하수를 건너가는 이삿집을 위한 그림 이야기>
- 中編 : ペ・ジフン（배지훈）  <유니크>